# Ewa Zadrzyńska-Piętka
Ewa Maria Zadrzyńska-Piętka – polska matematyk, doktor habilitowany nauk matematycznych, profesor Politechniki Warszawskiej, specjalistka od równań różniczkowych cząstkowych.

## Kariera naukowa
W 1981 roku na Politechnice Łódzkiej uzyskała tytuł magistra inżyniera w zakresie włókiennictwa. W 1990 roku na Wydziale Matematyki, Informatyki i Mechaniki Uniwersytetu Warszawskiego uzyskała stopień doktora nauk matematycznych w zakresie matematyki na podstawie rozprawy pt. Niecharakterystyczne zagadnienie mieszane dla nieliniowych układów równań hiperbolicznych pierwszego rzędu, której promotorem był prof. Wojciech Zajączkowski. W 2000 roku została zatrudniona na Politechnice Warszawskiej, gdzie w 2004 roku uzyskała na jej Wydziale Matematyki i Nauk Informacyjnych stopień doktora habilitowanego nauk matematycznych w dyscyplinie matematyki na podstawie pracy pt. Zagadnienia ze swobodnym brzegiem dla niestacjonarnych równań Naviera-Stokesa.